# Heartbreaker (chanson de Led Zeppelin)
 (février 2017).
Si vous disposez d'ouvrages ou d'articles de référence ou si vous connaissez des sites web de qualité traitant du thème abordé ici, merci de compléter l'article en donnant les références utiles à sa vérifiabilité et en les liant à la section « Notes et références ».
Pour les articles homonymes, voir Heartbreaker.
Pistes de Led Zeppelin II
Thank You
(4) Living Loving Maid (She's Just a Woman)
(6)
Heartbreaker est une chanson du groupe de rock britannique Led Zeppelin. Elle figure sur leur deuxième album, Led Zeppelin II, sorti en 1969.
Elle est célèbre pour son riff de guitare de Jimmy Page.
Le solo a été élu 16e meilleur solo de tous les temps par le magazine Guitar World.
La chanson a aussi été classée à la 320e place des 500 plus grandes chansons de tous les temps par le magazine Rolling Stone.